# Bondone
Bondone ist eine italienische Gemeinde (comune) im Trentino in der Region Trentino-Südtirol und hat 645 Einwohner (Stand 31. Dezember 2023).

## Geografie
Der Ort liegt hoch über dem Idrosee auf 720 m s.l.m. etwas abgeschieden in den Bergen. Vom See führt die kurvenreiche Strada provinciale SP69 herauf, die hier auch ihr Ende hat. Der Ortsteil Baitoni liegt am Fuße des Bergmassivs an der Nordostspitze des Idrosees. Hier mündet der Hauptzufluss des Sees, der Chiese, der im Mündungsgebiet die Grenze zur Provinz Brescia bildet.

## Sehenswürdigkeiten
- Castello San Giovanni: zwischen Baitone und Bondone auf einer Felsspitze gelegene, erstmals im 11. Jahrhundert erwähnte Burg. Einst im Besitz der Fürstbischöfe von Trient und deren Vasallen der Grafen von Lodron, wurde die Burg in den 1950er Jahren restauriert.[2]
- Historischer Ortskern: Bondone ist seit 2018 Mitglied der Vereinigung I borghi più belli d’Italia (Die schönsten Orte Italiens).[3]

## Galerie

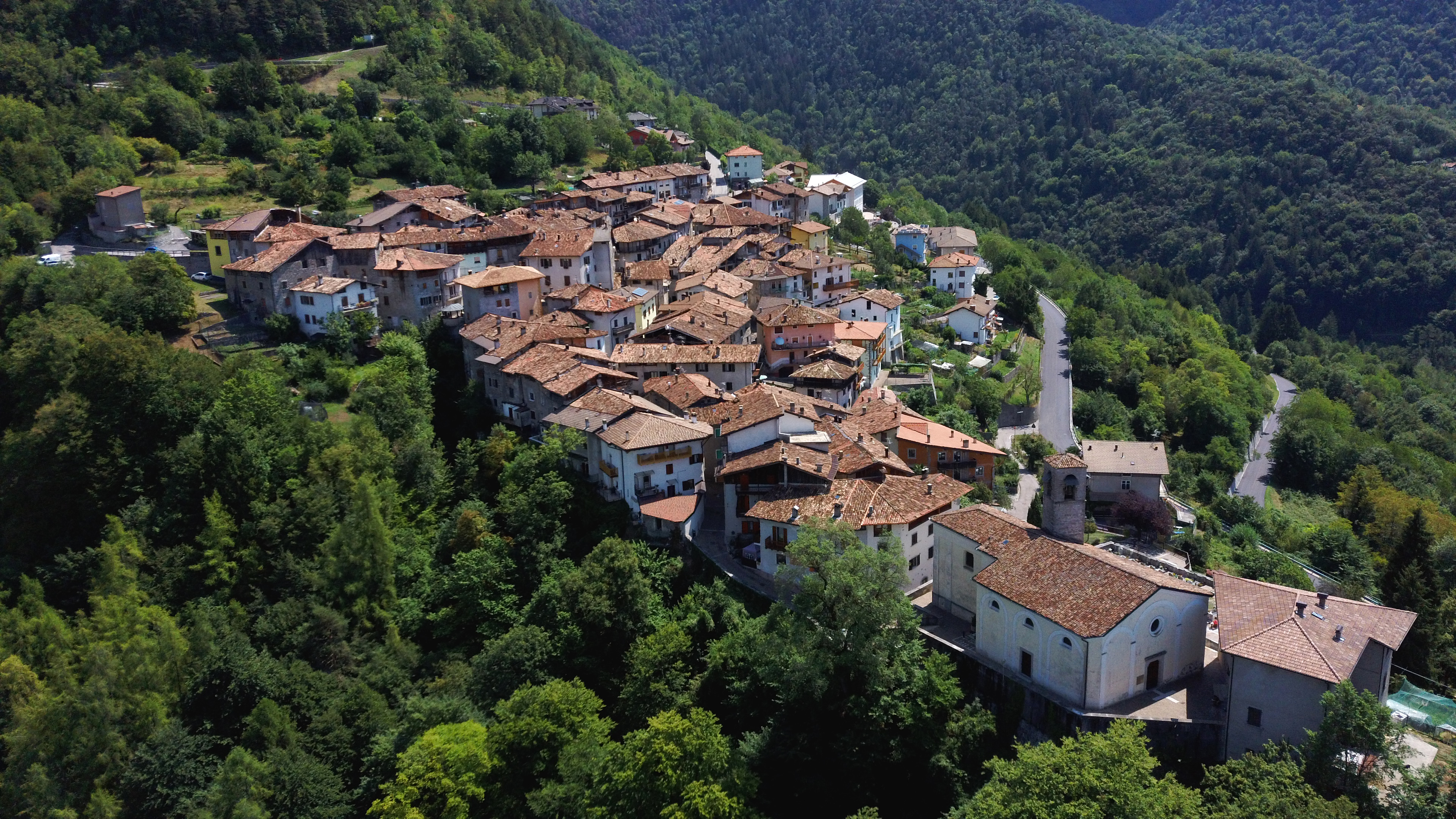
Blick über Bondone
Ortskern von Bondone
Ortsinneres von Bondone
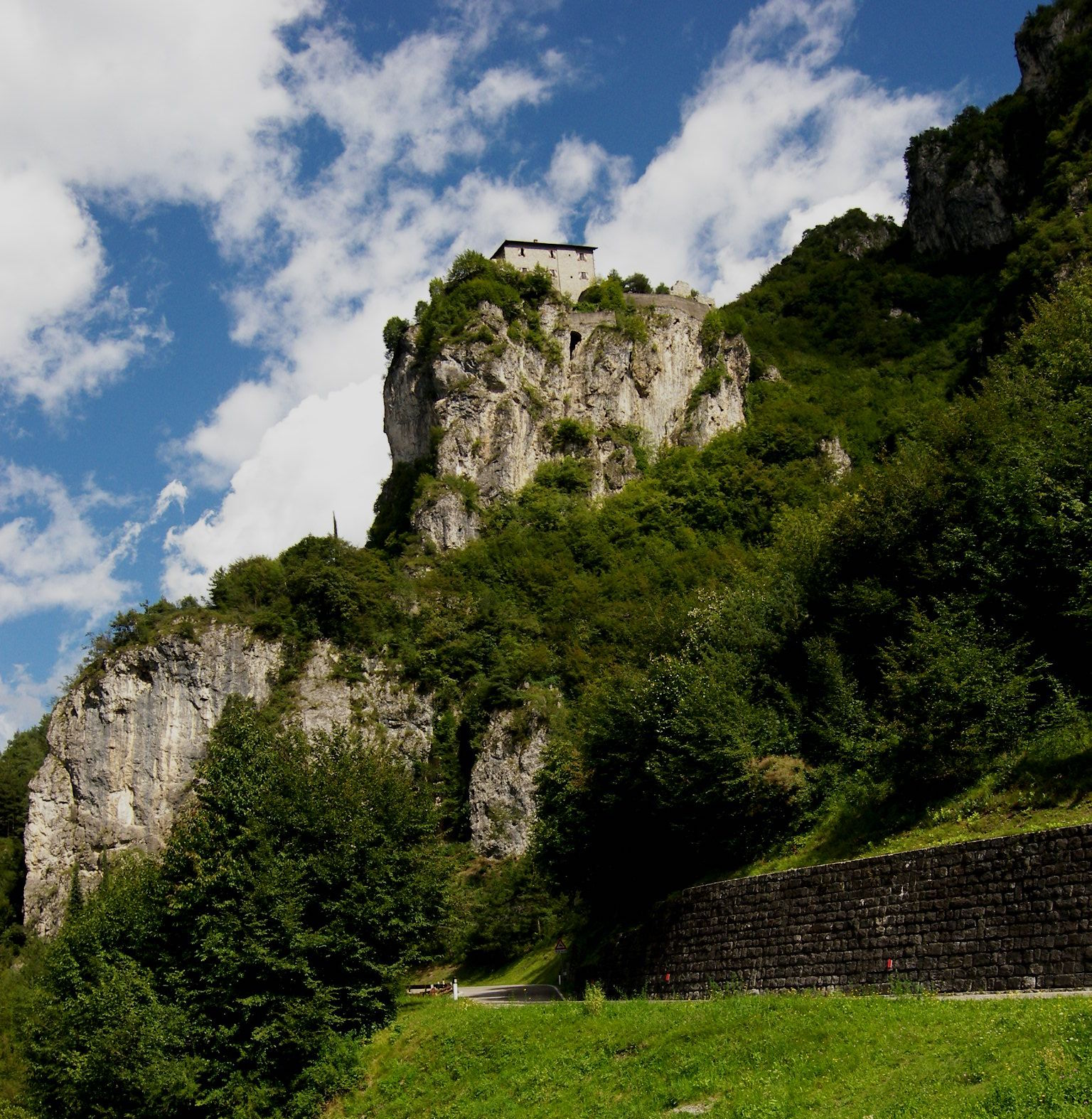
Castello San Giovanni
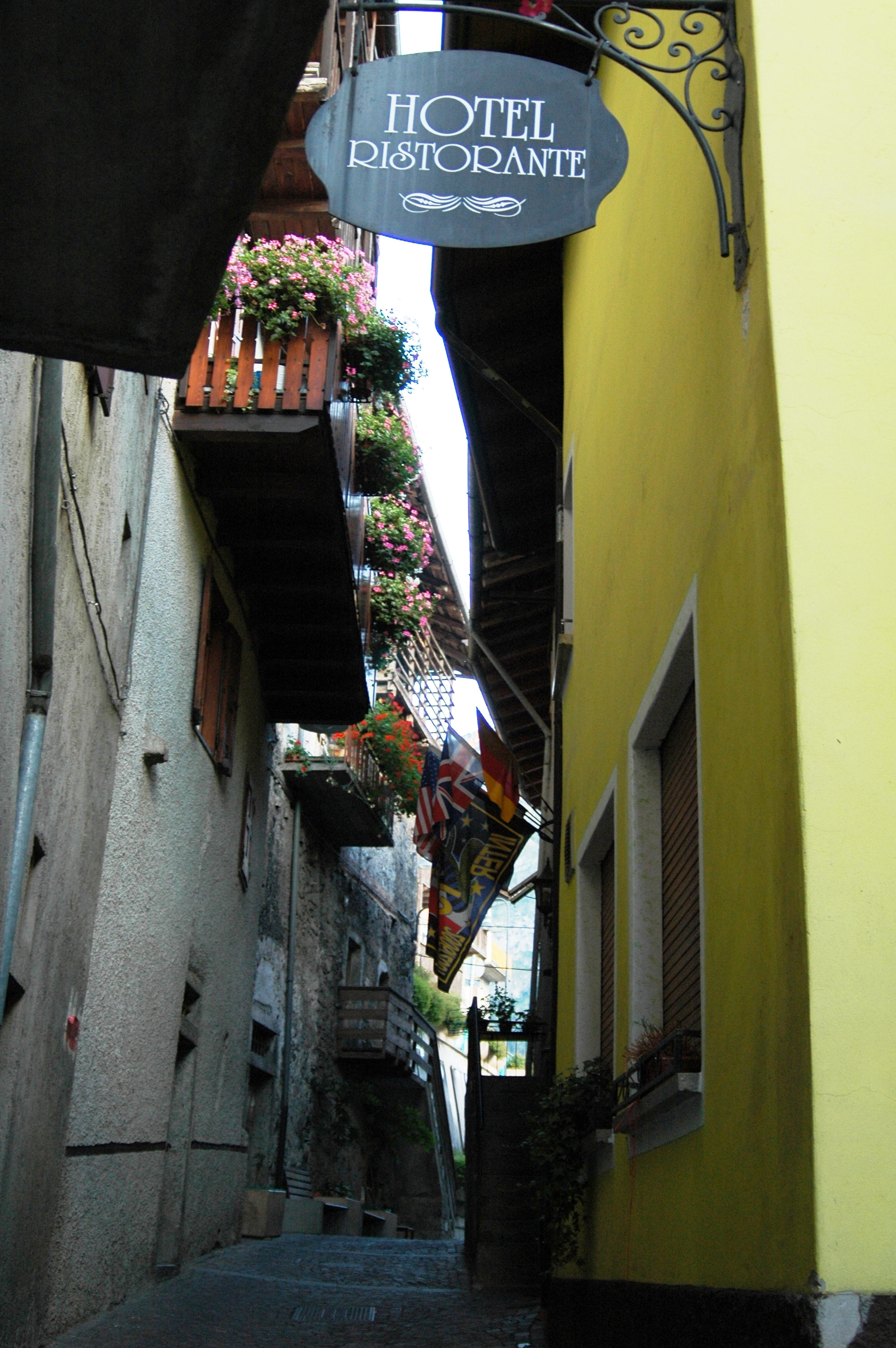
Über enge Gassen zu erreichen: Hotel in Bondone
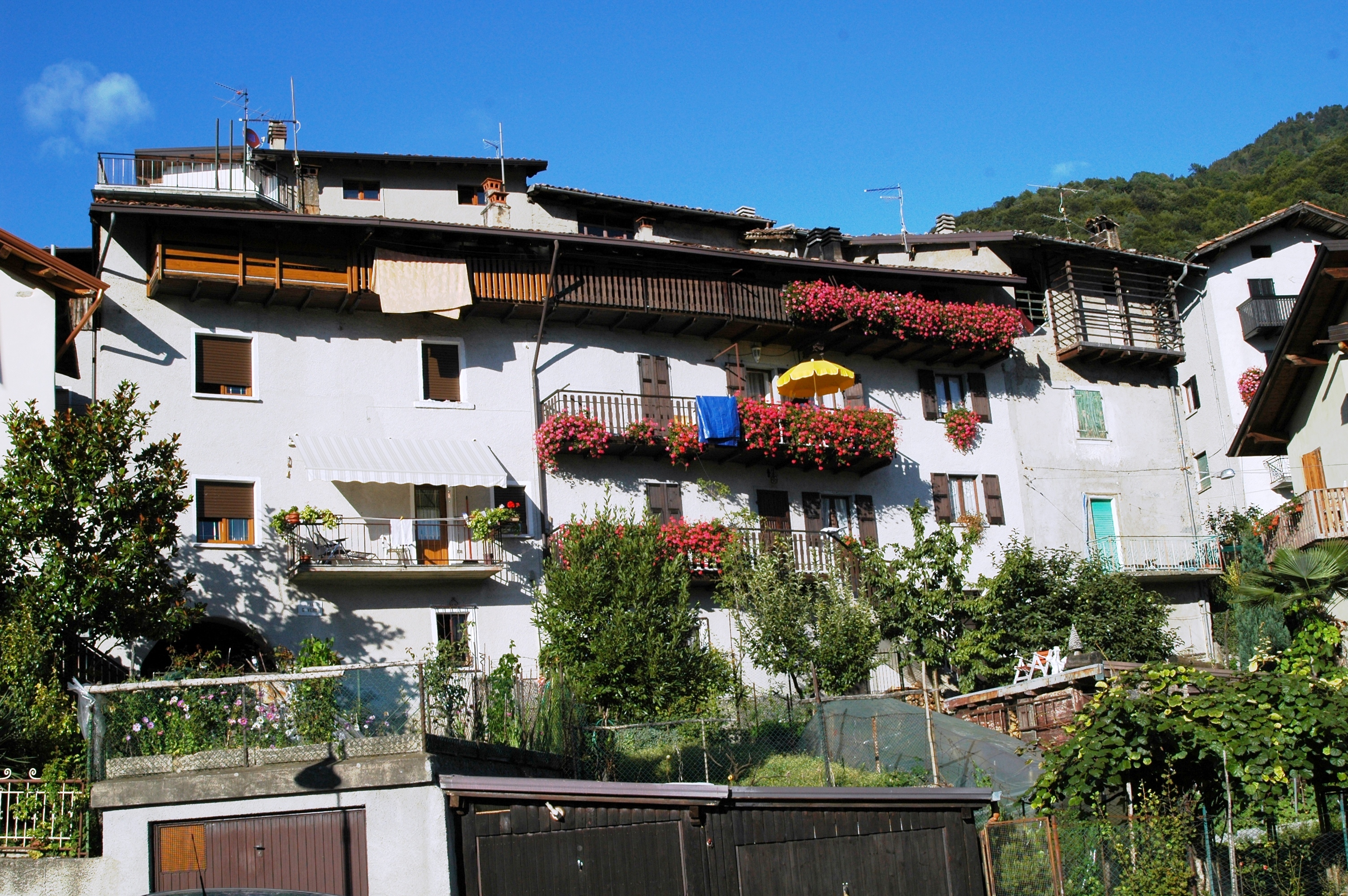
Die Sonnenseite des Ortes mit Blick auf den See